# 제인 구달
제인 모리스 구달(영어: Dame Jane Morris Goodall, DBE, 1934년 4월 3일 ~ )은 영국의 동물학자, 환경운동가이다. 침팬지의 행동 연구 분야에 대한 세계 최고 권위자로 꼽힌다. 1960년 아프리카의 곰베 침팬지 보호구역에서 10여 년간 침팬지에 대한 연구를 진행하면서 침팬지에 관한 다양한 행동들에 대한 사실을 발견해 내었다.
1965년 침팬지와 개코원숭이의 생태 연구를 위해 곰비 스트림 연구센터를 설립했으며, 1975년에는 침팬지 등 야생동물 연구를 위해 제인 구달 연구소를 설립했다. 동물보호와 환경 보호를 위해 전 세계를 돌며 강연을 하고 있으며, 각지의 실험실과 동물원 등지를 방문해 그곳에 수용된 침팬지들의 권익 향상을 위해 노력하는 한편 ‘뿌리와 새싹(roots & shoots)’이라는 이름으로 아동 대상 환경 보호 운동을 실시하였다.
1996년, 2003년, 2004년, 2006년, 2007년, 2014년 등 여러 차례 대한민국을 방문하였다. 2014년 11월 23일, 국립생태원은 제인 구달의 탄생 80년을 기념하는 ‘제인 구달' 길 조성 명명식을 가졌다. 참고로, 영국 런던에서 태어난 구달은 대학을 졸업하지는 않았지만 1965년에 케임브리지대학교에서 박사 학위를 받았다.

## 연표
- 1934년 영국 런던에서 출생
- 1951년 고등학교를 졸업
- 1956년 친구의 제안으로 케냐에 가게되고 그곳에서 루이스 리키를 만남
- 1960년 어머니와 함께 아프리카에 위치한 곰베에서 연구함
- 1964년 사진작가였던 휴고 반 라윅과 결혼
- 1965년 케임브리지 대학교에서 박사학위를 받음
- 1974년 휴고 반 라윅과 이혼, 데릭 브라이슨과 재혼
- 1986년~ 동물보호에 관한 연설과 캠페인을 전 세계에서 진행하고 있다.

### 어린시절(1934~1956)

#### 유년기
제인 구달은 1934년 4월 3일, 영국 런던의 중산층 가정에서 태어났다. 아버지 모티머 하버트 모리스 구달은 공학자였고 어머니 밴나 모리스 구달은 성공한 소설가였다.

#### 제2차 세계 대전발발
제2차 세계 대전이 일어나면서, 제인의 아버지는 군대의 공학자로 징집되었고 그 후 점차 가족과 만나는 시간이 줄어들면서 제인의 부모는 결국 이혼을 하게 되었다. 1951년, 고등학교를 졸업한 제인은 대학에 입학할 여유가 되지 않아 옥스퍼드 대학교의 비서로 들어가 일을 하게 되었다. 그 이후 그녀는 다큐멘터리에 사용되는 음악을 선별하는 런던 영화 제작 회사에 근무하기도 하였다. 1956년 5월, 제인의 친구인 클리오 옴은 제인을 케냐에 있는 자신의 농장에 초대하였다. 제인은 런던에서 하던 일을 그만두고 케냐행 선임비 및 생활비를 벌기 위해서 웨이트리스로 일을 하였다.

### 활동기(1957~)

#### 루이스 리키와의 만남
루이스 리키는 영국인 선교사의 아들로 케냐에서 태어났고 고고학자이며 키쿠유 족과의 생활 등으로 그곳의 말과 문화를 잘 알았다. 그는 아내인 메리 리키, 아들인 리처드 리키와 함께 케냐의 올두바이 협곡에서 고인류의 화석을 발굴해 명성을 얻었다. 제인 구달은 1956년에 부모의 농장이 케냐에 있는 학교 친구의 초대를 통해 그곳에 가보게 되었다. 한달 남짓친구의 농장에서 지내던 중에 그 지역 주민이 제인 구달의 동물에 대한 관심을 알아보고 루이스 리키 박사에 대해 이야기 해주었다. 그 곳에서 생활하기 위해서 자금도 필요했기 때문에 그 당시 나이로비의 국립 자연사 박물관장이었던 그를 찾아갔다. 제인 구달을 만난 루이스 리키는 동물에 대한 관찰력이 뛰어나다는 것을 알아보았고 제인 구달을 조수로 채용했다.
제인 구달은 루이스 리키를 따라서 영리한 박물학자들이었던 직원들, 동료 조수 등과 함께 발굴작업을 하였다. 그들로부터 자연에 대해 관찰하는 방법들을 배우며 일을 하였고 루이스가 침팬지 연구에 대해서 제인 구달에게 제안을 했다. 당시 루이스는 선사 시대 인간의 화석들이 자주 발견되는 호숫가에 사는 침팬지를 연구함으로써 선사 시대 인류의 행동 양식에 관해 단서를 잡을 수 있으리라 예상하였다. 제인은 그 제안을 받아들였고, 루이스는 그 연구를 위한 자금 확보에 나섰고, 일리노이 주의 데스 플레인즈의 윌키 재단에서 자금을 지원 받게 되었다.

#### 곰비 국립공원(당시 곰비 침팬지 보호구역)에서의 연구활동
1960년 7월, 제인 구달은 정부 당국에서 유럽인 동행자를 데려가야 한다는 조건으로 보호자인 자신의 어머니 밴 구달과 함께 아프리카로 향했다. 제인 구달은 처음 연구를 빅토리아 호수에서 시작하였다. 제인 구달은 그곳에서 연구를 시작하여 관찰일지를 기록하였고, 곰비 침팬지의 일상 생활 그리고 침팬지들이 도구를 사용하는 것에 대하여 관찰하였다. 1962년 루이스 리키는 제인 구달의 과학적 성과에 힘을 실어주기 위해서 제인 구달이 케임브리지 대학교에서 박사학위를 받도록 도와주었고, 1965년에 그녀는 학사학위를 취득하지 않고 케임브리지에서 박사학위를 받을 수 있었다.
1964년, 곰비 스트림 연구 센터에 대학원생과 침팬지를 연구하고자 하는 다른 과학자들이 가게 되었다. 그 해 3월 내셔널 지오그래픽 협회에서 파견한 재능 있는 야생 동물 사진 작가였던 휴고 반 라윅과 런던에 있는 첼시 올드 교회에서 결혼을 하였고 아들 휴고 에릭 루이스를 낳았다.
1970년대에는 침팬지에 관한 제인 구달의 생각이 많이 변화되었다. 과거에 관찰되었던 침팬지의 행동과는 다르게 유아 살인과 같은 어두운 측면의 모습들을 자주 목격하였고 그는 동물의 행동에 대한 기존의 인식을 바꾸게 되었다. 1974년, 휴고 반 라윅과 서로의 시각 차이에 대해 합의점을 찾지 못하고 잦은 다툼이 일어났다. 결국 그들은 이혼하였다. 1975년, 데릭 브라이슨과 재혼하였다. 데릭 브라이슨은 탄자니아 국립공원의 관리자이자 다르 에스 살람 의회의 의원이었다. 데릭 브라이슨은 그 해 5월에 곰비에서 벌어졌던 납치 사건으로 인해 연구가 중단될 위기로부터 구해 주는 등 제인의 든든한 동반자였다.

#### 침팬지 보호 운동
제인 구달은 침팬지의 무분별한 포획 문제로 관심을 돌렸다. 침팬지는 유전적, 신체적으로 인간과 유사한 구조를 가지고 있어 인간의 질병을 연구하거나 약의 임상실험으로 사용되고 있다. 그녀는 여러 연구소를 방문하면서 실험에 사용되는 동물의 수에 한계를 설정하고 동물들의 사육 환경을 개선하기 위해 노력하였다. 1986년, 그녀는 침팬지 보존 및 관리 위원회를 설립하는데 기여하기도 했다. 그는 자신의 노력으로 샌디에고 동물원 협회에서 폴 게티 야생 생물 보존 상과 내셔널 지오그래픽 사회 센테니얼 수상 등 많은 상과 영예를 얻었다. 현재 제인 구달이 진행하였던 연구는 코네티컷에 있는 야생 동물연구, 교육 그리고 보존을 하고 있는 제인 구달 연구소에서 진행하고 있고, 구달은 전 세계를 순회하면서 동물 보호에 관한 강연을 하고 있다.

## 업적

### 다침팬지 연구
제인 구달은 침팬지의 행동에 대해서 연구하였다. 이 연구 이전에 야생의 침팬지의 행동에 대한 연구를 진행한 사람은 헨리 닛슨 교수뿐이었다. 그는 프랑스령 기니에서 약 두 달 반 동안 연구를 하였다. 이것은 충분히 선구적인 작업이었으나 충분한 연구라고는 할 수 없었다. 제인 구달은 오랜 시간 동안 침팬지의 행동을 연구하며 많은 새로운 사실들을 밝혀내었다. 그녀가 관찰하여 알아낸 사실들에는 침팬지들의 도구 사용, 서열형성, 성생활, 성장, 육아, 폭력성 등이 있다.

### 동물보호 운동

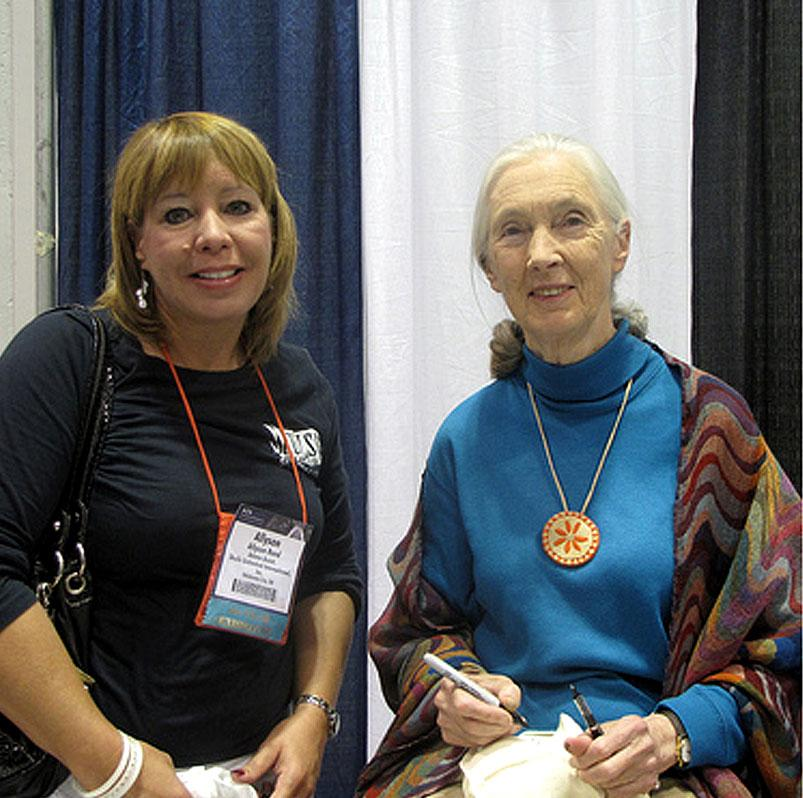
2009년 9월 동물원 수족과 연합에서 매년 열리는 회담에서 스컬스 언리미티드 인터내셔녈의 멜리슨 리드와 제인 구달

1986년에 하버드 대학교 출판부에서 《곰비의 침팬지들》을 출판하였고 이는 많은 사람들에게 호평을 받았다. 이를 계기로 시카고 과학 아카데미 원장인 폴 헬트니 박사와 함께 '침팬지의 이해'라는 제목의 학술대회를 개최하였다. 그녀는 이 학술대회를 통하여 침팬지와 관련된 사람들과 의견을 공유하면서 침팬지 보호와 교육활동이 절실하다는 것을 느꼈다. 인구의 급격한 증가로 숲에서 나무를 베고 땅을 경작하여 침팬지의 거주지가 좁아지고 아프리카에서 식용으로 사용하면서 침팬지의 인구수는 계속하여 감소하였다. 이를 보며 그녀는 연구실과 실험실을 방문하여 과학자와 관리자와 토론하고, 열악한 환경에 사는 침팬지들을 위해 캠페인과 로비 활동, 일련의 강연을 하기로 결심했다. 아프리카의 침팬지들을 돕기 위해서 많은 행사를 진행하면서 침팬지가 주로 서식하는 나라들을 돌아다녔다. 환경 담당 관리들이나 정부의 담당자들을 만나거나 각 지방의 환경 단체들을 만나 토론을 하기도 했다. 1987년 3월에는 동물 연구를 하는 SEMA 법인 연구소를 방문하였는데, 침팬지들이 좁은 격리실에서 생명이 아닌 하나의 실험대상체로써 사육이 되고 있었다. 그는 그곳에서 일하는 관계자들을 불러 놓고 자신의 경험을 이야기하며 실험용 침팬지들의 사육환경 개선에 대해서 강조하기도 했다. 그의 노력으로 세계가 조금씩 변화하고 있다. 기업에서는 작업 과정을 환경 친화적으로 만들기 위해 노력하고 있고, 연구소에서는 피실험 동물에 대한 윤리를 적용시키기 시작하였다.

## 침팬지의 행동 연구

### 도구사용
제인 구달은 침팬지들이 도구를 사용한다는 사실을 발견하였다. 침팬지들이 가느다란 풀줄기를 이용하여 개미구멍에 넣었다 뺐다 하는 방식으로 흰개미들을 낚아서 먹는 등 도구를 사용하는 행동들이 관찰되었다. 개미사냥의 경우 말고도 열매를 따먹을 때 나뭇가지로 친다거나 무언가를 열 때 지렛대를 사용하거나, 돌멩이를 망치처럼 이용해 견과를 으깨는 모습 등 아주 다양한 도구 사용을 보여주었다. 이 관찰은 그 당시 도구는 지구상에서 오직 인간만이 사용할 수 있고 이런 특징 덕분에 인간이 특별한 것이라고 생각한 사회에 큰 충격을 가져다주었다. 또한 이후 인간의 행동에 대한 좀 더 세분화된 정의가 필요해졌다.

### 서열형성
침팬지들 사이에는 바로 확인할 수 있고 뚜렷하게 구별된 각자의 서열이 있다. 그리고 그 서열에 따라 행동을 하는데 예를 들면 서열이 낮은 개체는 서열이 높은 개체에게 침팬지만의 특유의 복종의 행위를 하게 되고 반대로 서열이 높은 개체는 털을 골라주거나 토닥여주거나 하는 행동을 통해 서열이 낮은 개체를 진정시킨다.
수컷의 경우에는 침팬지 특유의 과시행동을 하여 자신의 서열을 높인다. 이때 행하는 과시행동에 도구가 쓰이는데 주로 나뭇가지 등을 끌고 다니며 더욱 소란스럽고 과장된 행위를 하려고 한다. 예를 들면 서열이 하위권이었던 침팬지 한 마리는 제인 구달의 캠프 주위에 굴러다니는 깡통을 이용하여 지금껏 다른 침팬지들은 경험해보지 못한 요란한 과시행동을 통해 무리의 우두머리가 되었다. 암컷의 경우 과시행동과 같이 요란한 행위는 없으나 서열이 자연스레 정해져 있다. 암컷과 수컷 두 경우 모두 자신에게 도전하는 개체에게는 최대한 사납게 응수한다. 때로는 자신의 동료와 함께 상대에게 과시행동을 하는 경우도 있다.

### 성생활
암컷의 경우 “35일마다 일어나는 월경 주기의 중간 지점에서 약 열흘정도 생식기가 팽창”하며 발정기에 들어선다. 그리고 팽창되는 정도는 암컷 개체마다 다르다고 한다. 그 기준은 확실하지 않지만 성적 매력에 그들만의 기준이 있다. 그 근거로는 나이에 상관없이 열렬한 구애를 받는 암컷이 있는 반면에 거의 무시당하는 암컷들도 있기 때문이다. 어떤 암컷의 경우 발정기 때 여러 마리의 수컷들을 거느리고 다닌다. 한 번의 짝짓기에 대략 10초에서 15초 정도 소요된다. 때문에 한 마리의 암컷이 연속해서 여러 마리의 수컷과 짝짓기를 하는 경우도 있다. 특이한 점은 어미가 짝짓기를 할 때 새끼가 자주 방해를 하고 가끔 그 방해가 성공하는 경우도 있다는 것이다. 하지만 짝짓기를 하고 있는 수컷은 자신을 밀쳐내려고 하는 새끼를 거의 신경 쓰지 않는다. 암컷은 한번 출산을 한 다음 약 5년 동안 발정기를 가지지 않는다.

### 성장
침팬지들의 수명은 40-50년 정도이다. 유아기의 침팬지들은 주로 어미의 배에 매달려서 다니며 수시로 젖을 빤다. 이 시기는 어미가 새끼를 집중적으로 보호하는 시기이다. 새끼가 조금 무거워지면 어미가 새끼를 등에 업고 다닌다. 어린 침팬지가 4-5살 정도가 되면 서서히 젖을 떼고 어미의 등을 벗어나 또래 친구들과 함께 놀기 시작한다. 이 때 형제나 자매가 새끼들과 놀이 친구가 되어주기도 한다. 8살 정도의 사춘기가 되면 성적으로 조금씩 성숙해져 간다. 수컷들의 경우 어른 암컷들에게 올라타 짝짓기 흉내를 내고 암컷들의 경우에도 어른 수컷들에게 엉덩이를 들이밀며 짝짓기 흉내를 낸다. 하지만 이들은 아직 몸집이 성인 침팬지의 절반 정도이며 생식능력은 없다. 어른 침팬지들의 경우 대부분 이들의 예행연습을 받아준다.

### 육아
암컷과 수컷 모두 자유롭게 짝짓기를 하기 때문에 암컷이 임신을 해도 그 아이의 아버지가 누군지를 모른다. 즉 어미가 모든 육아를 담당한다. 육아의 경우 이미 새끼를 낳아본 경험이 있는 어미와 처음 낳아본 어미와 아주 많은 차이를 보인다. 어떤 경우 처음으로 어미가 된 암컷은 출산 직후 새끼를 어찌할 줄을 모르고 놔두다가 새끼가 죽기도 한다. 그에 반해 경험이 있는 어미의 경우 능숙하게 새끼를 돌보아준다. 어미의 성격도 육아에 큰 영향을 미친다. 어떤 어미는 항상 자신의 새끼를 주시하며 과보호를 하는 한편 어느 어미는 새끼를 오히려 귀찮아하며 내치고 새끼가 어미에게 억지로 매달리는 경우도 있다.

### 폭력성
초기에는 제인 구달조차 침팬지들의 폭력성에 대해서는 거의 모르고 있었다. 그가 보았던 폭력은 고작 서열 다툼이나 사냥 정도였다. 하지만 1970년대부터 점차 관찰되기 시작한 그들의 폭력성은 굉장히 끔찍했다. 예를 들면 영역다툼이 있다. 원래 같은 무리였다가 지리적으로 갈라져 나온 경우 영역간의 경계선에서 서로 만나면 경계하며 어떤 경우 싸우기도 하였다. 실제 제인 구달의 연구팀이 관찰한 예로 큰 무리에서 갈라져 나온 작은 무리가 새끼를 낳지 않은 젊은 암컷들 빼고는 모두 살해당한 경우도 있었다. 어떤 경우에는 주변에 식량이 부족하지 않은 상황임에도 같은 무리안의 서열이 높은 암컷이 다른 서열이 낮은 암컷의 새끼를 일부러 빼앗아 잡아먹기도 했다.

## 과학사에 미친 영향
제인 구달은 자신이 관찰하던 침팬지에게 이름을 지어 주었는데, 이는 당시 동물 행동학계에서 금기로 여겨지던 행위여서 거센 비판을 불러 일으켰다. 좋은 과학적 자료 수집을 위해서는 객관적이고 냉정해야 했기 때문에 연구자가 연구 대상에게 감정 이입을 하면 안 된다는 것이 정설이었다. 하지만, 그는 이 지적인 동물에 대한 관찰을 통해 이해할 수 있었던 것은 감정이입을 함으로써 가능하였다고 말하면서 감정이입의 불가피함을 주장하였다.

## 저술 내역
- 《내 친구 야생 침팬지》(1969)
- 《무지한 킬러들》 (1971)
- 《인간의 그늘 아래서》 (1971)
- 《곰비의 침팬지》 (1986)

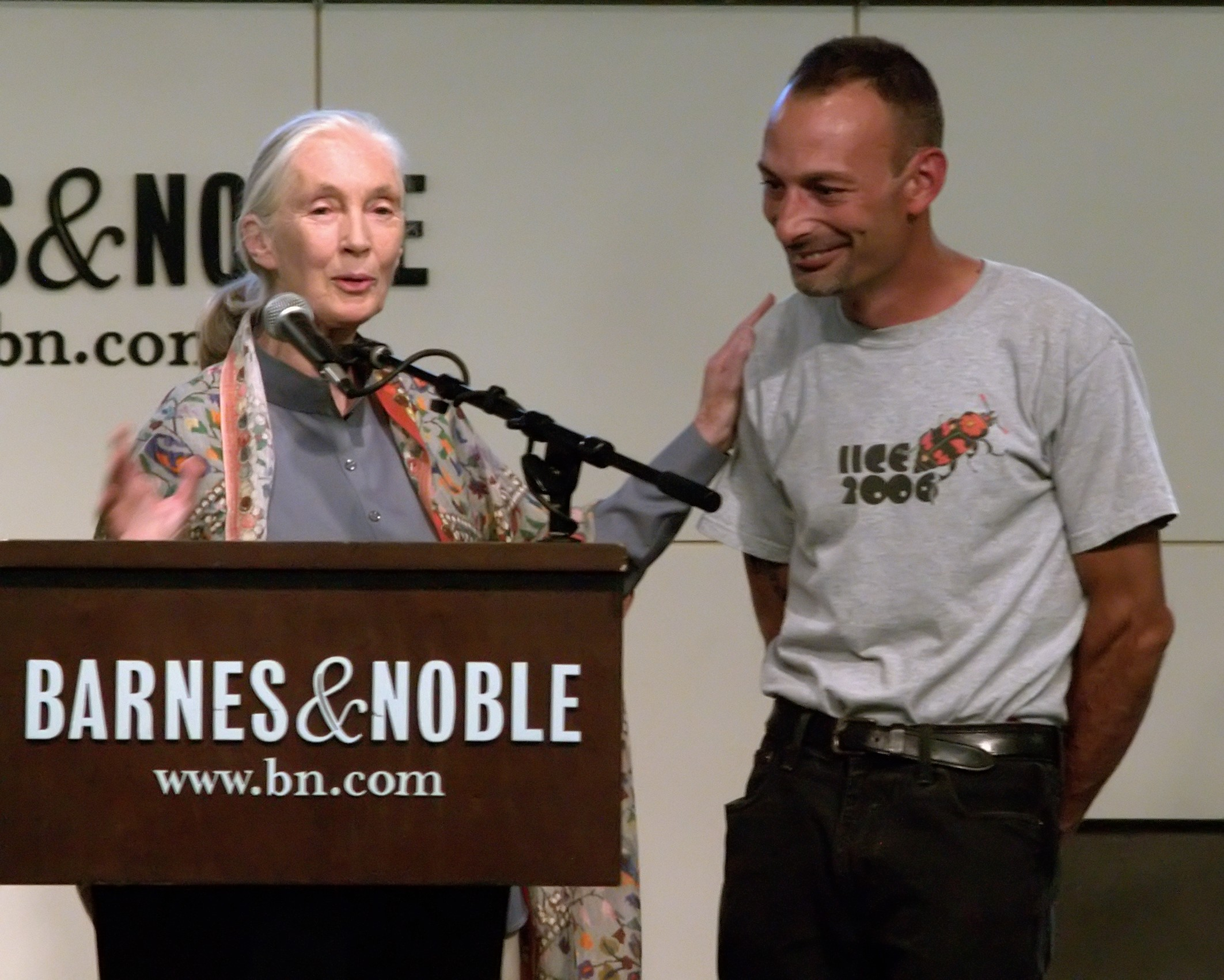
2009년 제인구달의 저서'동물과 그들의 세상의 희망'에 공헌한 로우 페로티와 제인 구달

- 《침팬지와 함께 한 나의 인생》 (1988)
- 《제인 구달의 아름다운 우정》 (1989)
- 《제인구달의 사랑으로》 (1994)
- 《희망의 이유》 (1999)
- 《곰비와 함께 한 40년》 (2000)
- 《무지를 넘어서》 (2001)
- 《내가 사랑한 침팬지》 (2001)
- 《제인 구달의 생명사랑 십계명》 (2002)
- 《아기 침팬지 리키와 복슬개 헨리》 (2004)
- 《희망의 밥상》 (2005)
- 《희망의 자연》 (2009)
- 《인간의 위대한 스승들》 (2009)
- 《제인 구달 침팬지와 함께한 50년》 (2010)
- 《희망의 씨앗》 (2014)

## 수상 내역
- 1980 황금 방주, 보존을 위한 세계 야생 동물 상 주문
- 1984 J. 폴 게티 야생 동물 보존 상
- 1985 국제 여성의 리그에서 레거시 상을 생활
- 1985 동물 애호 우수상 수상, 동물 학대 방지를위한 미국 사회
- 1987 이안 빅스 '수상
- 1989 인류의 이익을 위해 학습의 보급에 우수 브리태니커 백과 사전 상; 올해의 인류 학자
- 1990 기초 과학에 AMES 상, 흰 두루미 보전 상, 여성 지리학자의 사회의 금메달, 이나모리 재단 상, WASHOE 상, 교토 상
- 1991 에든버러 메달
- 1993 열대 우림 동맹 챔피언 상 수상
- 1994 체스터 동물원 다이아몬드 주빌리 메달
- 1995 내셔널 지오그래픽 소사이어티 허바드 훈장 탐험의 구별, 검색, 연구, 공로상, 무디 가든 환경 수상
- 1996 런던 은메달, 탄자니아 킬리만자로 메달, 영국 보존 상, 자상 연구소 상, 북극곰 상, 과학 성취도에 대한 윌리엄 프록터 수상의 영장류 사회의 동물원 협회
- 1997 존 및 환경 성과에 대한 앨리스 타일러 상, 발견의 평생 훈장 우수 필드 박물관의 상, 환경 성과에 대한 타일러 상, 로얄 지리 학회 / 디스커버리 채널 유럽 수상 주니어 수상
- 1998년 디즈니의 동물의 왕국 환경 영웅상, 국립 과학위원회 공공 서비스 상, 오리온 협회의 존 헤이 수상
- 1999 국제 평화 상, 보존의 우수성 텍사스 국제 수상 식물 연구소, 그리스도 국제 평화 수상의 커뮤니티
- 2001 그레이엄 제이 노턴 상 비폭력을 위한 지역 사회 거주 적합성, 야생 동물 예술의 국립 박물관의 Rungius 상, 로저 토리 피터슨 기념 메달, 자연사 하버드 박물관, 마스터 평화상, 간디 / 왕 상을 증가에서 성취
- 2002 헉슬리 기념 메달, 영국과 아일랜드의 왕 인류학 연구소, 유엔 "메신저 평화의"약속
- 2003 생명 과학, 건강과 지구 환경 상, 기술 및 과학 성취도에 대한 아스투리아스 수상의 왕자 하버드 의과 대학의 센터의 벤자민 프랭클린 메달, 과학 '명예 환경 지도자 상 시카고 아카데미
- 2004 공공의 이익, 윌 로저스 영 상, 윌 로저스와 윌 로저스 기념 박물관, 생활 시간 공로상, 국제 동물 복지 기금, 하버 포드 대학에서 명예 박사학위 로타리 클럽에서 과학 Nierenberg 수상
- 2005 시러큐스 대학교에서 과학의 명예 박사학위
- 2005 럿거스 대학교에서 과학의 명예 박사학위
- 2005 발견과 상상의 상을 제시
- 2006 유네스코 60 주년 기념 메달
- 2007 웁살라 대학교에서 칼 폰 린네의 기념 명예 박사학위
- 2007 리버풀 대학교에서 명예 박사학위
- 2008 토론토 대학교에서 명예 박사학위
- 2011 파리의 아메리칸 대학교에서 명예 박사학위
- 2011 이탈리아 공화국 공로 훈장
- 2012 2013 장미 퍼레이드 대회의 지명된 그랜드 마샬
- 2012 국립 칭화대학교 명예박사학위(대만 NTHU)
- 2013 구스타보 페트로 보고타(콜롬비아) 전 시장의 도시의 열쇠 제작
- 2014 영국 아카데미 대통령 훈장
- 2017 국제 코스모스상 수상
- 2019 캐나다 왕립 지리학회 금상
- 총 35개

### 서훈
- 1995년 대영 제국 훈장 3등급(CBE)[19]
- 2003년 대영 제국 훈장 2등급(DBE, 작위급 훈장)[20]
- 2006년 프랑스 레지옹 도뇌르 훈장 오피시에

## 같이 보기
- 다이앤 포시
- 워쇼 (침팬지)

## 참고 자료
- 제인 구달. 희망의 이유. 궁리, 2003
- 제인 구달. 인간의 그늘에서. 사이언스북스, 2003
- Goodall, Jane. My Life with the Wild Chimpanzees. New York: Pocket Books, 1988.
- Haraway, Donna. Primate Visions. New York: Routledge, 1989.
- Meachum, Virginia. Jane Goodall, Protector of Chimpanzees. Springfield, NJ: Enslow Publishers, 1997.
- Pratt, Paula Bryant. Jane Goodall. San Diego, CA: Lucent Books, 1997.